# Riu Lilongwe
El riu Lilongwe és un riu de Malawi que flueix per Lilongwe, la capital del país. El riu neix a la Reserva forestal de Dzalanyama a la frontera entre els districtes de Lilongwe i Dedza; transcorre al llarg d'uns 200 km de llargada, i desemboca al llac Malawi. El riu Lilongwe forma part de la conca hidrogràfica del Riu Zambezi.
El riu de Lilongwe és la principal font d'aigua per als residents de la ciutat homònima. A més, en el seu curs hi trobem la presa de Kamuzu, que li proporciona energia elèctrica.